# 撒马利亚字母
撒马利亚字母（英文：Samaritan script）由撒马利亚人用于宗教写作，撒马利亚五经就是以撒马利亚希伯来语写成的。该字母还被用于批注释，还有与撒马利亚阿拉姆语、偶尔也有阿拉伯语相关的翻译。
撒马利亚字母是腓尼基字母变种古希伯来字母的直接分支。据推测，希伯来圣经的大部分内容最初都是用这种字母书写的，不过此说法并未在学界完全达成共识。古以色列人（包括犹太人和撒马利亚人）使用的原始西奈字母被认为是这种字母的派生源。
犹太人所使用的广为人知的“方块字”希伯来字母，是一种阿拉米字母的风格化版本，被称作Ashurit（希伯来文：כתב אשורי）。按照圣经直译主义的说法，在《出埃及記》第32章第16节参中，这些字母是在西乃之地，上帝亲手写下的。在历史上，它在8世纪开始与腓尼基字母/古希伯来文字母产生差异。波斯帝国覆灭后，在最终确定阿拉米字母的形式之前，犹太教同时使用上述两种字母。在之后的一小段时间内，古希伯来字母（古撒马利亚字母）只被用来写四字神名，不久此习俗也被废除。
此字母同样存在草写体。
1631年，让·莫林出版了一份《撒马利亚五经》的手稿，这让撒马利亚字母开始为西方知晓。1616年，旅行家彼得罗·德拉·瓦勒在大马士革买到了一份抄本。这份抄本现在被称为“密函B（Codex B）”。收藏于法国国家图书馆。

## 发展
下表展示了撒马利亚字母的发展史。第一列是用来对比的对应希伯来字母。第二列是古希伯来字母。倒数第二列是现代字母。

## 字母

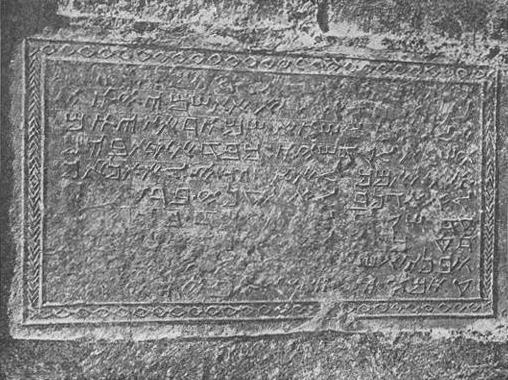
撒马利亚希伯来语碑文。照片来自1900年的巴勒斯坦勘探基金会。

| 辅音 ࠀ ā'lāf ࠁ bīt ࠂ gā'mān ࠃ dā'lāt ࠄ īy ࠅ bå̄ ࠆ zēn ࠇ īt ࠈ ṭīt ࠉ yūt ࠊ kå̄f ࠋ lā'bāt ࠌ mīm ࠍ nūn ࠎ sin'gå̄t ࠏ īn ࠐ fī ࠑ ṣå̄'dīy ࠒ qūf ࠓ rīš ࠔ šān ࠕ tå̄f | 元音 ࠖ ࠗ ā'lāf ࠘ occlusion ࠙ dagesh ࠚ epenthetic yūt ࠛ epenthetic yût ࠜ ē ࠝ e/ə ࠞ å̄ː ࠟ å̄ ࠠ å ࠡ āː ࠢ ā ࠣ a ࠤ ă ࠥ ă ࠦ ū ࠧ u ࠨ î ࠩ ī ࠪ i ࠫ ō ࠬ sukun | 标点符号 ࠭ ࠰ ࠱ ࠲ ࠳ ࠴ ࠵ ࠶ ࠷ ࠸ ࠹ ࠺ ࠻ ࠼ ࠽ ࠾ |